# Tia Clayton
Tia Clayton, född 17 augusti 2004, är en jamaicansk friidrottare som tävlar i kortdistanslöpning.
Clayton ingick i det jamaicanska laget som tog guld vid U20-VM både 2021 och 2022.